# Franz Jügert (Oberalter)
Franz Jügert (* um 1525 in Adliges Gut Beverlack, Altmark; † 1592 in Hamburg) war ein deutscher Kaufmann und Hamburger Oberalter.

## Herkunft und Familie
Jügert stammt aus dem Adelsgeschlecht der Jügert und war ein Sohn von Claus Jügert und Margaretha von Werder.
Im Jahr 1552 verheiratete Jügert sich in Hamburg mit Margarete Reineke (1535–1620), Tochter des Kaufmanns und Oberalten Reineke Reineken († 1571). Das Paar hatte sieben Kinder, von denen die Söhne Claus (1555–1625) und Reincke (1560–1625) eine kaufmännische und die Söhne Franz (1563–1638) und Peter (1568–1639) eine juristische Laufbahn einschlugen. Die Tochter Margarete (1577–1625) heiratete 1597 den Kaufmann Hinrich Sillem (1571–1617) und war Mutter des Kaufmanns und Oberalten Hinrich Sillem (1599–1662).

## Leben
Bereits 1549 wird Jügert als Kaufmann in London nachgewiesen. Später belieferte er gemeinsam mit seinen Söhnen Claus und Reincke die kaiserliche Salzfaktorei.
Als Hamburger Bürger übernahm Jügert verschiedene öffentliche Ämter. Im Jahr 1575 wird er zum Bauhofsbürger und Achtmann gewählt. 1580 wird er zum Juraten an der Hauptkirche Sankt Petri und im folgenden Jahr, als Nachfolger des verstorbenen Jakob Prigge, zum Oberalten im Kirchspiel Sankt Petri gewählt. Als solcher war er auch Provisor des Hospitals zum Heiligen Geist. Er trat noch vor seinem Tod von seinen Ämtern zurück, da Hieronymus Reinstorp 1589 oder 1590 an seiner Stelle Oberalter wurde.
In seinem Testament vermachte Jügert der Stiftung seines Schwiegervaters einen Geldbetrag, von dem die Renten für den Erhalt der Gotteswohnungen genutzt wurden.